# Franco Pedrotti
Franco Pedrotti (Trento, 11 de abril de 1934 (90 años) es un botánico, cartógrafo, ecólogo, y naturalista italiano. De 1973 a 1974 fue director del Jardín botánico de la Universidad de Catania.

## Biografía
Es profesor ordinario de botánica, disciplina que ha enseñado en cátedras de Padua, Milán, Catania, Ferrara, y emérito de la Universidad de Camerino, donde ha dirigido el Departamento de Botánica y de Ecología y donde dirige la Escuela de Especialización en gestión del ambiente natural y de áreas naturales protegidas.
Ha recibido tres grados doctor honoris causa: dos en biología, conferidas en Cluj-Napoca (Universidad "Babeş-Bolyai") y de Iași (Universidad "A.I.Cuzain"), en Rumania, y uno en ecología y biogeografía por la Universidad de Palermo.
Se ha especializado en geobotánica y en fitodinámica, para lo cual ha redactado especificaciones cartográficas y publicado numerosos artículos, así como a los problemas de funcionamiento y conservación del ambiente y la naturaleza, así como la historia del ambientalismo, con especial referencia a la obra de algunos de los principales exponentes del primer movimiento para la protección de la naturaleza y de los parques nacionales italianos, como Alessandro Ghigi, Pietro Romualdo Pirotta, Erminio Sipari, Renzo Videsott. Ha sido curador de Guide alla natura editada en 1975 y en 1977, y reimpreso varias veces, por la Ed. Arnoldo Mondadori, en colaboración con la WWF, y fue uno de los editores del volumen Parchi nazionali publicado por De Agostini en 1978.

## Obra

### Cartografía
- Carta del paesaggio vegetale delle Marche, Camerino 1970

- Carta della vegetazione del Parco Nazionale dello Stelvio, Ministero dell'Agricoltura, Bormio 1974

- Carta della vegetazione del foglio Trento, CNR, Roma 1981

- Carta della vegetazione del Foglio Acquasanta, CNR, Roma 1982

- Carta della vegetazione del foglio Borgo Valsugana, IGM, Firenze 1987

- Carta della naturalita della vegetazione della regione Trentino-Alto Adige, Firenze 1997

- Cartografia geobotanica, Pitagora, Bologna 2004

- Plant and Vegetation Mapping, Springer, Berlín 2013.

### Monografías
- Alle origini del Parco nazionale d'Abruzzo: le iniziative di Pietro Romualdo Pirotta, Univ. de Camerino, 1988

- Il fervore dei pochi: il movimento protezionistico italiano dal 1943 al 1971, Temi, Trento 1998

- Il movimento italiano per la protezione della natura: 1948-1998, Università di Camerino, Camerino 2000

- Scritti sulla tutela delle risorse vegetali, Temi, Trento 2004

- Notizie storiche sul Parco nazionale dello Stelvio, Temi, Trento 2005

- Biogeografia della foresta, Università di Palermo, Palermo 2007

- Il Parco nazionale del Gran Paradiso nelle lettere di Renzo Videsott: trent'anni di protezione della natura in Italia, 1944-1974, Temi, Trento 2007

- Notizie storiche sul parco naturale Adamello Brenta, Temi, Trento 2008

- I pionieri della protezione della natura in Italia, Temi, Trento 2012.

### Curatelas
- Guida alla natura della Lombardia e del Trentino Alto-Adige, Mondadori, Milano 1975

- Guida alla natura della Emilia Romagna e Marche, Mondadori, Milano 1977

- S.O.S. fauna: animali in pericolo in Italia. Scritti sulla difesa delle specie animali minacciate, WWF, Camerino 1976

- 100 anni di ricerche botaniche in Italia, 1888-1988, Società Botanica Italiana, Firenze 1988

- La societa botanica italiana per la protezione della natura: 1888-1990, Università di Camerino, Camerino 1990

- I parchi nazionali nel pensiero di Renzo Videsott, Università di Camerino, Camerino 1996

- La vegetation postglaciaire du passe et du present: syngenese, synecologie et synsystematique, Cramer, Berlino-Stoccarda 2004

## Honores
presidente de
- Sociedad Botánica Italiana
- Comisión para la flora del Ministerio del Ambiente Archivado el 13 de enero de 2010 en Wayback Machine. y miembro del Comité científico de Pro Natura

### Eponimia
Especies
- (Asteraceae) Taraxacum pedrottii Soest[1]

- (Ranunculaceae) Ranunculus pedrottii Spinosi ex Dunkel[2]